# Barruso (Villarcayo de Merindad de Castilla la Vieja)
Barruso es un barrio de la localidad de Fresnedo, en el municipio de Villarcayo de Merindad de Castilla la Vieja, provincia de Burgos, España, dentro de la comarca de Las Merindades.[cita requerida]

## Geografía
Barruso está situado en el norte de la provincia de Burgos, en la vertiente mediterránea, en el valle del río Trema, a orillas de su margen derecha, al norte del municipio. Se encuentra a 1 km de Fresnedo, a 7 km de Villarcayo, cabeza de partido, y a 82 km de Burgos.

### Comunicaciones
- Carretera: Se accede por la carretera local BU-V-5414, que parte del punto kilométrico 80 de la carretera autonómica CL-629, que va de Sotopalacios (N-623) a El Berrón (BI-636), pasando por Villarcayo. También se puede acceder por el puerto de La Mazorra, a la altura de Bocos, pasando por Fresnedo y siguiendo hasta Torme en la BU-562, junto a la Merindad de Sotoscueva. A 200 metros de Barruso se encuentra la parada de la línea de autobuses de Burgos a Bilbao.[cita requerida]

## Demografía
En el censo de 1950, Barruso contaba con 44 habitantes.[cita requerida]

## Historia
Barruso fue un lugar en el Partido de Campo, uno de los tres en que se dividía la Merindad de Castilla la Vieja, adscrito al Corregimiento de las Merindades de Castilla la Vieja. Su jurisdicción era de realengo, con un regidor pedáneo.[cita requerida]
Tras la caída del Antiguo Régimen, Barruso quedó agregado al municipio constitucional de Merindad de Castilla la Vieja, en el partido de Villarcayo, perteneciente a la región de Castilla la Vieja.[cita requerida]

## Patrimonio
En sus alrededores se encuentra la necrópolis altomedieval de Peña Horrero, de gran interés histórico.[cita requerida]

## Parroquia
La Iglesia católica de San Pantaleón es de estilo gótico/renacentista y tiene un gran tamaño. Depende de la parroquia de Cigüenza, en el Arcipestrazgo de Merindades, dentro del Arzobispado de Burgos.